# Trogoxylon punctatum
Trogoxylon punctatum är en skalbaggsart som beskrevs av Leconte 1866. Trogoxylon punctatum ingår i släktet Trogoxylon och familjen kapuschongbaggar. Inga underarter finns listade i Catalogue of Life.

## Bildgalleri

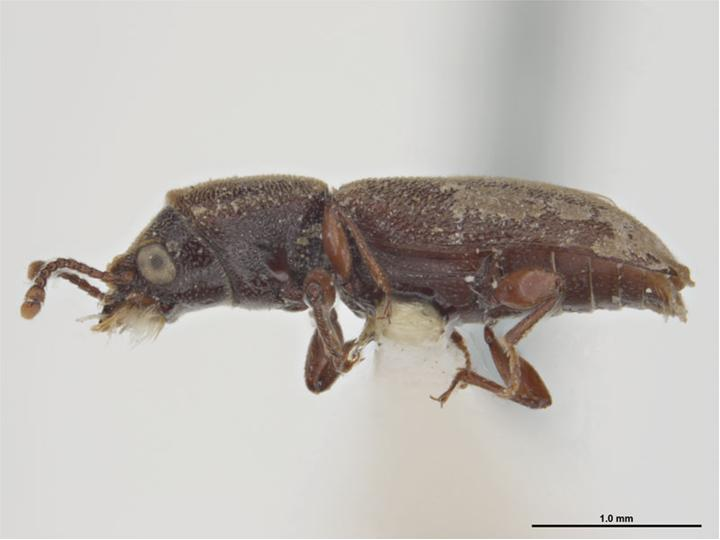